# الاعذار (الطيال)

تعديل مصدري - تعديل

الاعذار هي إحدى قرى عزلة بني جبر بمديرية الطيال التابعة لمحافظة صنعاء، بلغ تعداد سكانها 96 نسمة حسب تعداد اليمن لعام 2004.